# 圖爾武 (巴拉那州)
圖爾武（葡萄牙語：Turvo）是一個位於巴西南部巴拉那州的市鎮。